# Neocheiridium pusillum
Espèce
Neocheiridium pusillum est une espèce de pseudoscorpions de la famille des Cheiridiidae.

## Distribution
Cette espèce est endémique du Kenya. Elle se rencontre vers Garsen.

## Description
Les femelles mesurent de 0,77 à 0,81 mm.

## Publication originale
- Mahnert, 1982 : Die Pseudoskorpione (Arachnida) Kenyas 2. Feaellidae; Cheiridiidae. Revue Suisse de Zoologie, vol. 89, no 1, p. 115-134 (texte intégral).